# Чемпионат Сербии по фигурному катанию
Чемпионат Сербия по фигурному катанию (серб. Првенство Србије у уметничком клизању / Prvenstvo Srbije u umetničkom klizanju) — ежегодное соревнование по фигурному катанию для определения национальных чемпионов Сербии (Югославии до 2002, Сербии и Черногории до 2006 года). 

## Медалисты

### Мужчины
| Медалисты в мужском одиночном катании | Медалисты в мужском одиночном катании            | Медалисты в мужском одиночном катании            | Медалисты в мужском одиночном катании            | Медалисты в мужском одиночном катании            |                        |
| ------------------------------------- | ------------------------------------------------ | ------------------------------------------------ | ------------------------------------------------ | ------------------------------------------------ | ---------------------- |
| Год                                   | Место проведения                                 | Золото                                           | Серебро                                          | Бронза                                           |                        |
| 1997                                  |                                                  | Милош Миланович                                  |                                                  |                                                  |                        |
| 1998                                  |                                                  | Милош Миланович                                  |                                                  |                                                  |                        |
| 1999                                  |                                                  | Милош Миланович                                  |                                                  |                                                  |                        |
| 2000                                  |                                                  | Милош Миланович                                  |                                                  |                                                  |                        |
| 2001                                  |                                                  | Милош Миланович                                  | Димитрий Клебанцук                               | Андрей Максимов                                  |                        |
| 2002                                  |                                                  | Трифун Живанович                                 | Милош Миланович                                  | не было других соревнующихся                     |                        |
| 2003                                  |                                                  | Трифун Живанович                                 | не было других соревнующихся                     | не было других соревнующихся                     |                        |
| 2004                                  |                                                  | Трифун Живанович                                 | не было других соревнующихся                     | не было других соревнующихся                     |                        |
| 2000                                  |                                                  | Трифун Живанович                                 | не было других соревнующихся                     | не было других соревнующихся                     |                        |
| 2006                                  | Белград                                          | Трифун Живанович                                 |                                                  |                                                  |                        |
| 2007                                  |                                                  | Трифун Живанович                                 | не было других соревнующихся                     | не было других соревнующихся                     |                        |
| 2008                                  | Нови-Сад                                         | Джереми Цанак                                    | не было других соревнующихся                     | не было других соревнующихся                     |                        |
| 2009                                  | Любляна (Словения)                               | не было финишировавших                           | не было финишировавших                           | не было финишировавших                           | не было финишировавших |
| 2010— 2017                            | не было соревнований в мужском одиночном катании | не было соревнований в мужском одиночном катании | не было соревнований в мужском одиночном катании | не было соревнований в мужском одиночном катании |                        |

### Женщины
| Медалисты в женском одиночном катании | Медалисты в женском одиночном катании | Медалисты в женском одиночном катании | Медалисты в женском одиночном катании | Медалисты в женском одиночном катании |                              |
| ------------------------------------- | ------------------------------------- | ------------------------------------- | ------------------------------------- | ------------------------------------- | ---------------------------- |
| Год                                   | Место проведения                      | Золото                                | Серебро                               | Бронза                                |                              |
| 1994                                  |                                       |                                       | Ксения Ястсеньски                     |                                       |                              |
| 1995                                  |                                       | Ксения Ястсеньски                     |                                       |                                       |                              |
| 1996                                  |                                       |                                       | Ксения Ястсеньски                     |                                       |                              |
| 1997                                  |                                       |                                       |                                       |                                       |                              |
| 1998                                  |                                       |                                       |                                       | Ксения Ястсеньски                     |                              |
| 1999                                  |                                       |                                       |                                       |                                       |                              |
| 2000                                  |                                       |                                       |                                       | Ксения Ястсеньски                     |                              |
| 2001                                  |                                       | Хелена Пайович                        | Ксения Ястсеньски                     |                                       |                              |
| 2002                                  |                                       | Ксения Ястсеньски                     |                                       |                                       |                              |
| 2003                                  |                                       | Ксения Ястсеньски                     | не было других соревнующихся          | не было других соревнующихся          |                              |
| 2004                                  |                                       | Ксения Ястсеньски                     | Kristel Popovic                       | не было других соревнующихся          |                              |
| 2005                                  |                                       | Ксения Ястсеньски                     | не было других соревнующихся          | не было других соревнующихся          |                              |
| 2006                                  | Белград                               | Ксения Ястсеньски                     | Неда Раковиц                          | не было других соревнующихся          |                              |
| 2007                                  |                                       | Ксения Ястсеньски                     | Неда Раковиц                          | не было других соревнующихся          |                              |
| 2008                                  | Нови-Сад                              | Ксения Ястсеньски                     | Марина Сеэх                           | не было других соревнующихся          |                              |
| 2009                                  | Любляна (Словения)                    | Марина Сеэх                           | не было других соревнующихся          | не было других соревнующихся          |                              |
| 2010                                  |                                       | Марина Сеэх                           | Ксения Ястсеньски                     | Мила Петрович                         |                              |
| 2011                                  |                                       | Марина Сеэх                           | Сандра Ристивоевич                    | Яна Стоянович                         |                              |
| 2012                                  | Белград                               | Сандра Ристивоевич                    | Марина Сеэх                           | Мила Петрович                         |                              |
| 2013                                  | Белград                               | Сандра Ристивоевич                    | Марина Сеэх                           | Мила Петрович                         |                              |
| 2014                                  | Белград                               | Сандра Ристивоевич                    | не было других соревнующихся          | не было других соревнующихся          |                              |
| 2015                                  | Белград                               | Антонина Дубинина                     | Сандра Ристивоевич                    | не было других соревнующихся          | не было других соревнующихся |
| 2016                                  | Белград                               | Антонина Дубинина                     | Йована Томович                        | не было других соревнующихся          | не было других соревнующихся |
| 2017                                  | Белград                               | Антонина Дубинина                     | не было других соревнующихся          | не было других соревнующихся          |                              |

### Парное катание
| Медалисты в парном катании | Медалисты в парном катании                | Медалисты в парном катании                | Медалисты в парном катании                | Медалисты в парном катании                |
| -------------------------- | ----------------------------------------- | ----------------------------------------- | ----------------------------------------- | ----------------------------------------- |
| Год                        | Место проведения                          | Золото                                    | Серебро                                   | Бронза                                    |
| 2001                       |                                           | Ивана Джюрин / Андрей Максимов            | не было других соревнующихся              | не было других соревнующихся              |
| 2002— 2017                 | не было соревнований среди спортивных пар | не было соревнований среди спортивных пар | не было соревнований среди спортивных пар | не было соревнований среди спортивных пар |

### Танцы на льду
| Медалисты в танцах на льду | Медалисты в танцах на льду            | Медалисты в танцах на льду            | Медалисты в танцах на льду            | Медалисты в танцах на льду            |
| -------------------------- | ------------------------------------- | ------------------------------------- | ------------------------------------- | ------------------------------------- |
| Год                        | Место проведения                      | Золото                                | Серебро                               | Бронза                                |
| 2001                       |                                       | Ольга Кудимович / Тадей Антониевич    | не было других соревнующихся          | не было других соревнующихся          |
| 2002                       |                                       | Марина Галиц / Игорь Сергеев          | не было других соревнующихся          | не было других соревнующихся          |
| 2003                       |                                       | Марина Галиц / Иван Манвелов          | Ольга Кудимович / Антоний Терещенков  | не было других соревнующихся          |
| 2004                       |                                       | Сара Саиц / Денис Безнар              | не было других соревнующихся          | не было других соревнующихся          |
| 2005                       |                                       | Сара Саиц / Денис Безнар              | не было других соревнующихся          | не было других соревнующихся          |
| 2006                       | не было соревнований в танцах на льду | не было соревнований в танцах на льду | не было соревнований в танцах на льду | не было соревнований в танцах на льду |
| 2007                       |                                       | Сара Саиц / Денис Безнар              | не было других соревнующихся          | не было других соревнующихся          |
| 2008— 2017                 | не было соревнований в танцах на льду | не было соревнований в танцах на льду | не было соревнований в танцах на льду | не было соревнований в танцах на льду |